# Фай, Йозеф
Йозеф Фай (нем. Joseph Fay 10 августа 1813 или 6 августа 1812, Кёльн — 27 июля 1875, Дюссельдорф, Пруссия) — немецкий художник и иллюстратор, представитель дюссельдорфской художественной школы.

## Жизнь и творчество
Художественное образование получил в 1833—1845 годах в Художественной академии Дюссельдорфа, учился сперва в классе Карла Фердинанда Зона, а в 1841—1842 годах в классе Фридриха Вильгельма фон Шадова. В 1840 году он, наряду с рядом других молодых художников (Лоренц Класен, Генрих Мюкке и др.) выиграл конкурс на создание фресок «Древняя история германцев вплоть до битвы в Тевтобургском лесу» для залов в ратуше Эрбельсфельда (ныне часть Вупперталя). В 1843 году эскизы были готовы, и Фай создал первые росписи - «Обычаи и традиции древних германцев». Фрески имели большой успех, в том числе у художественной критики, и положили начало участию живописца в многочисленных выставках и вернисажах. В 1945 году, во время Второй мировой войны, фрески Фая были уничтожены.
В 1844 году Фай, вместе с двумя другими немецкими живописцами, отправился в Париж и проходил обучение в мастерской художника Поля Делароша — в частности, по теме «историческая живопись». Затем он вернулся в Дюссельдорф, где стал соучредителем союза художников «Палитра» (нем. Malkasten) в 1848 году. После революционных событий 1848 года Фай ушёл из исторической тематики и занимался преимущественно жанровой живописью. Он занимался также иллюстрированием литературы, обучал рисунку приватно молодёжь, интересовался литографией. Неоднократно посещая Италию, он оставил произведения, посвящённые итальянскому быту и итальянской природе.
Фай находился в родственных отношениях через свою супругу Марию, дочерью издателя и владельца типографии Генриха Арнца (фирма Arnz & Comp.), с рядом других художников — пейзажистами Отто и Адьбертом Арнцем, Освальдом Ахенбахом и Альбертом Фламмом. Был отцом художника-анималиста Людвига Фая.

## Избранные работы
- Подслушивающая Фисба
- Ромео и Джульетта
- Гретхен в тюрьме
- Ночной рыцарь, около 1840
- иллюстрации в : Сказки и саги для юных и старых. — Düsseldorf: Arnz: Voß, 1857.
  - Band 1. дигитальное издание университетской и земельной библиотеки Дюссельдорфа
  - Band 2. дигитальное издание университетской и земельной библиотеки Дюссельдорфа

## Дополнения
- Frankfurter Goethe-Haus: Faust und Mephisto im Kerker, Illustrierte Textstelle: Faust — Der Tragödie erster Teil, Kerker
- Йозеф Фай, забытый, на old-master-drawings.com, за 18. августа 2015

## Галерея

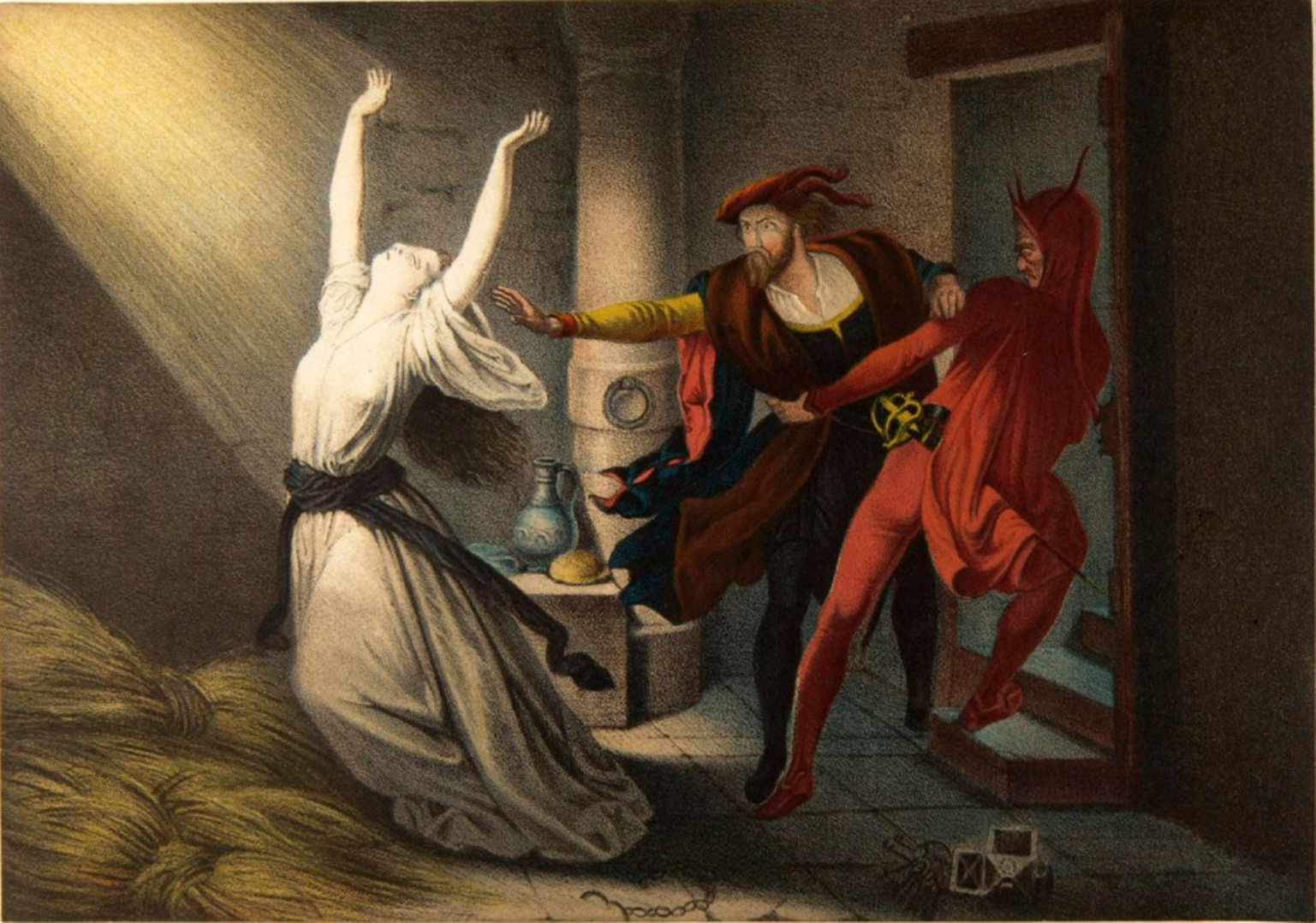
Фауст и Мефистофель в темнице (литография, 1848)
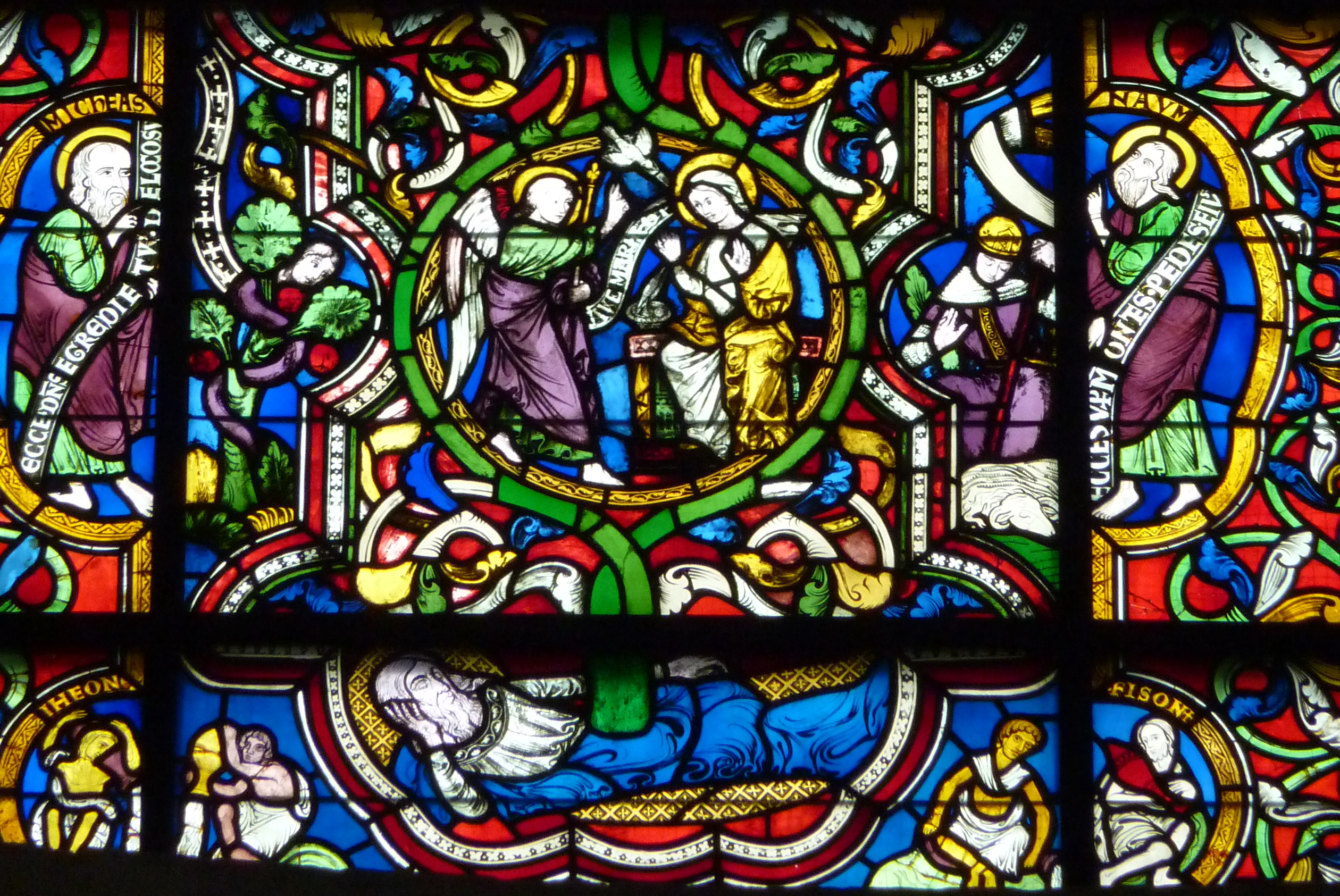
Витражи церкви Санкт-Куниберт, Кёльн
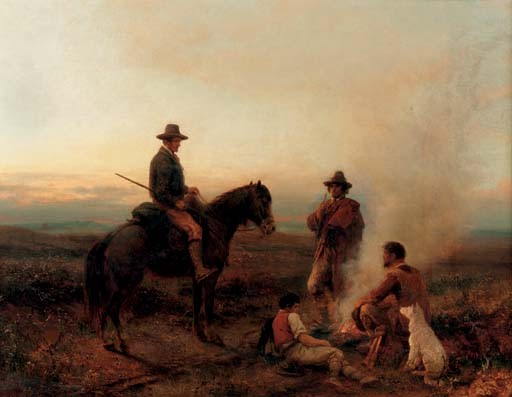
Костёр на привале
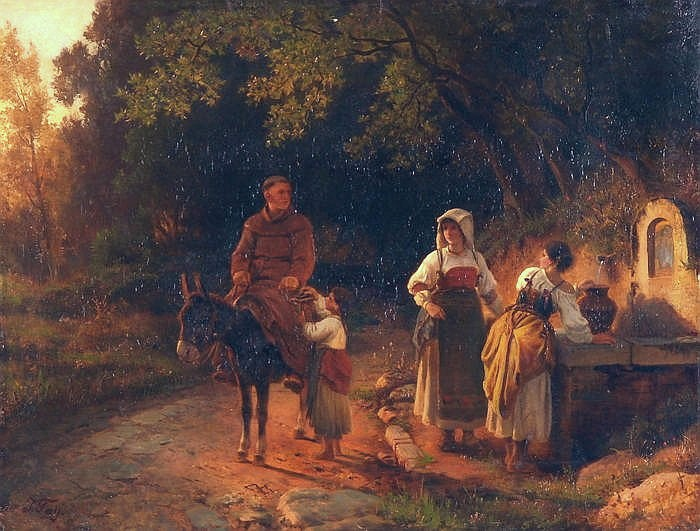
Монах и крестьянки
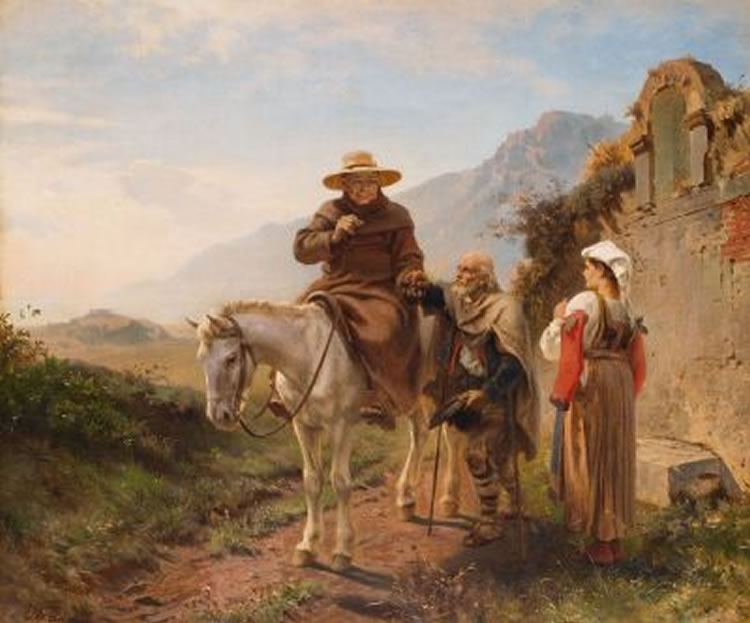
Капуцин